# Buslijn 144 (Rotterdam)
Buslijn 144 is een buslijn in de regio Rotterdam, die wordt geëxploiteerd door de RET. De lijn rijdt van het winkelcentrum en OV-knooppunt Zuidplein naar Ridderkerk en is een zogenaamde "Frequentbus" (6-4-2).

## Geschiedenis

### Lijnen 4, 44 en 144
De buslijn werd in 1957 ingesteld bij het toenmalige busbedrijf de Twee Provinciën tussen het station Rotterdam Centraal en Ridderkerk en werd in 1959 doorgetrokken naar Dordrecht. In 1968 werd de lijn ingekort tot het Zuidplein. In 1974 ging de Twee Provinciën op in Westnederland en werd de lijn vernummerd in lijn 44. In 1982 kreeg de lijn om doublures met de RET te voorkomen het lijnnummer 144. In 1994 ging Westnederland op in Zuidwestnederland en na de fusie tussen verschillende streekvervoerders in 1999 werd de lijn geëxploiteerd door Connexxion. Eind 2008 ging de exploitatie over naar Qbuzz en werd de lijn ingekort tot Ridderkerk waarna eind 2012 de RET de exploitatie overnam waarmee de lijn haar zesde exploitant kreeg. 

#### Lijn 142
Op 10 januari 2022 kregen de korte ritten van lijn 144 tot Slikkerveer het lijnnummer 142.